# André Herpin
André Herpin est un physicien français, né le 27 juin 1920 à Thomery, en Seine-et-Marne, et mort le 30 janvier 1998 à Paris 13e. On ne doit pas le confondre avec le peintre homonyme André Herpin (1880-1940).

## Biographie
André Herpin a été reçu à l'agrégation de physique en 1945. De 1942 à 1951, il est assistant de la Faculté des sciences de Paris et il passe, en 1950, une thèse de doctorat de physique, relative à la théorie de la propagation de la chaleur dans les cristaux,. 
En 1951, il est détaché au Commissariat à l'énergie atomique jusqu'en 1968, date à laquelle il revient, comme professeur titulaire, à la faculté des sciences. De 1961 à 1969, il a été secrétaire général de la Société française de physique. Il a été président de l'Université Pierre-et-Marie-Curie de 1971 à 1976, directeur de recherche au Commissariat à l'énergie atomique de 1976 à 1979 et directeur de l'Institut national des sciences et techniques nucléaires (INSTN) de 1979 à 1982. 
Au cours de sa carrière, il a collaboré notamment avec Pierre-Gilles de Gennes, Bernard Jacrot, Claude Mercier, Pierre Mériel et Jacques Villain. 
Il est en particulier un des précurseurs de l'hélimagnétisme. Il a obtenu le prix Louis-Ancel, ainsi que le prix Félix-Robin.

## Publications
- Théorie du magnétisme, 1968.
- Propagation des neutrons dans un cristal parfait de dimensions finies, 1958.
- Théorie du ferromagnétisme, 1958.
- Application des neutrons à la physique du solide, 1957.
- Étude par diffraction de neutrons à 4,2° K de la structure antiferromagnétique de Cl2Fe, 1957.
- Corrélations spatiales dans un ferromagnétique au voisinage du point de Curie, 1956.
- Étude par diffraction de neutrons du grenat ferrimagnétique Y3 Te5 O12, 1956.
- La diffusion inélastique des neutrons par un monocristal, 1955.
- Quelques résultats relatifs à un opérateur non hermétique défini sous forme implicite, 1955.
- Sur un nouveau type de forces interioniques, 1955.
- Forces interioniques dans les métaux, 1955.
- Formule de correction pour le comptage des trajectoires dans les émulsions nucléaires, 1954.
- Les forces de polarisabilité dans les cristaux, 1953.
- Théorie des réactions photonucléaires, 1953.